# Gryfon Bouleta
Gryfon Bouleta – wymarła rasa psów myśliwskich, średniej wielkości, przeznaczona do pracy w wodzie i na terenie podmokłym. Przed wykreśleniem z listy ras zakwalifikowana przez FCI była zaliczana do sekcji 1 grupy VII.

## Rys historyczny
Rasa powstała w XIX wieku w wyniku pracy hodowlanej Emmanulea Bouleta, francuskiego przedsiębiorcy z Elbeuf. Historia rasy sięga 1872 roku, kiedy udało się osiągnąć znaczną homozygotyczność rodzących się psów. Celem hodowli, było stworzenie rasy wyżłów o długiej sierści (w przeciwieństwie do krótkowłosego Gryfona Korthalsa) chroniącej przed wodą, jednocześnie zawołanych myśliwych zdolnych do wykonania stójki. Do hodowli wykorzystano psy o wełnistej szacie powszechnie występujące w tym czasie we Francji, które krzyżowano następnie z Barbetami i innymi rasami francuskimi, w tym z owczarkami.
Rasa w końcu XIX osiągała sukcesy hodowlane, użytkowe i wystawowe. Hodowlę Bouleta odwiedził m.in. Wielki Książę Mikołaj w 1887 roku i Prezydent Republiki Francuskiej Marie François Sadi Carnot w 1888 roku, anegdota głosi, że ten ostatni otrzymał marynarkę wykonaną z sierści psów. W wydawanym na przełomie wieków francuskim magazynie kynologicznym „Le Chenil”, nie było numeru bez wzmianki o rasie. Najsłynniejszym Gryfonem Bouleta, był Marco urodzony 16 października 1879 roku. Marco był pierwszym psem zarejestrowanym w LOF (francuskiej księdze rodowodowej), kolejne dziesięć wpisów również należy do psów tej rasy.
Na początku XX w. masowo sprowadzane, znakomite pod względem użytkowym rasy angielskie, takie jak setery, pointery czy terriery zaczęły wypierać, kształtujące się dopiero rasy francuskie. Wielu nie udało się przetrwać, inne jak Gryfon Bouleta, Barbet czy Gryfon Korthalsa nacznie straciły na popularności. Po 1900 roku, już tylko pojedyncze wzmianki wskazują na istnienie rasy. W latach 70. jedne z ostatnich Gryfonów Bouleta, włączono do hodowli Barbeta.

## Wygląd ogólny
Głowa – Obficie owłosiona. Długa, szeroka. Jasny bądź brązowy nos.
Uszy – Nisko osadzone, włos prosty bądź falujący.
Oczy – Żółte. Mocne brwi, mogą lekko przysłaniać oczy.
Budowa – Zwarta. Dość długa szyja. Klatka szeroka i głęboka. Mocne lędźwie.
Ogon – Prosty.
Włos – Długi, jedwabisty, prosty bądź falujący, nigdy kręcony.
Sierść – Brązowa, dopuszczalne niewielkie białe znaczenia.